# Secusio
Secusio (лат.) — род бабочек из подсемейства медведиц (Arctiinae) семейства эребид (Erebidae). Впервые род был описан Фрэнсисом Уокером в 1854 году. Встречаются в Африке, на Мадагаскаре и в Индии.

## Классификация
В состав рода включают от 10 до 14 видов

### Виды
- Secusio abdominalis Rothschild, 1910
- Secusio ansorgei Rothschild, 1933
- Secusio atrizonata Hampson, 1910
- Secusio deilemera Strand, 1909
- Secusio discoidalis Talbot, 1929
- Secusio drucei Rothschild, 1933
- Secusio griseipennis  Hampson, 1911
- Secusio mania Druce, 1887
- Secusio monteironis Rothschild, 1933
- Secusio parvipuncta Hampson, 1891
- Secusio quadripunctata Aurivillius, 1900
- Secusio rothi Rothschild, 1933
- Secusio sansibarensis Strand, 1909
- Secusio strigata Walker, 1854

### Бывшие виды
- Secusio gaetana (Attatha attathoides) Oberthür, 1923
- Secusio javanica (Lemyra singularis) Roepke, 1940

## Галерея

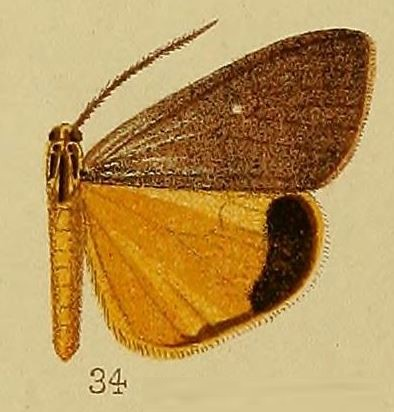
Secusio atrizonata
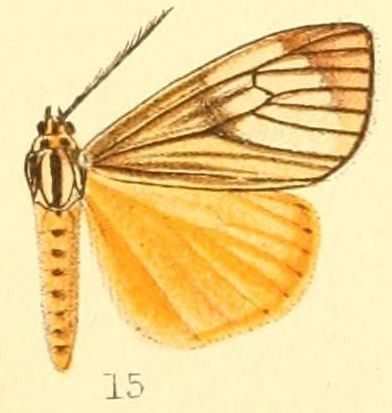
Secusio mania